# 锦美县
锦美县是越南同奈省下辖的一个县。

## 地理
锦美县北接隆庆市、春禄县和统一县，东接春禄县和巴地头顿省川木县，南接巴地头顿省周德县，西接隆城县。

## 历史
2003年8月21日，以隆庆县春贵社、泷雁社、春堂社、承德社、仁义社、隆交社、春美社7社和春禄县春保社、保平社、春东社、春西社、泷来社、林山社6社析置锦美县。
2021年4月27日，隆交社改制为隆交市镇。

## 行政区划
锦美县下辖1市镇12社，县莅隆交市镇。
- 隆交市镇（Thị trấn Long Giao）
- 保平社（Xã Bảo Bình）
- 林山社（Xã Lâm San）
- 仁义社（Xã Nhân Nghĩa）
- 泷雁社（Xã Sông Nhạn）
- 泷来社（Xã Sông Ray）
- 承德社（Xã Thừa Đức）
- 春保社（Xã Xuân Bảo）
- 春东社（Xã Xuân Đông）
- 春堂社（Xã Xuân Đường）
- 春美社（Xã Xuân Mỹ）
- 春桂社（Xã Xuân Quế）
- 春西社（Xã Xuân Tây）